# Med Hondo
Med Hondo (tên khai sinh Mohamed Abid; 4 tháng 5 năm 1935 – 2 tháng 3 năm 2019) là một đạo diễn, biên kịch và diễn viên người Pháp gốc Maroc. Ông được xem là một trong những người đặt nền móng cho nền điện ảnh châu Phi, nổi tiếng với các bộ phim gây tranh cãi xoay quanh những vấn đề như phân biệt chủng tộc và chủ nghĩa thực dân.
Tác phẩm điện ảnh đầu tay của ông, Soleil O (1970), giành giải Báo vàng tại Liên hoan phim quốc tế Locarno năm 1970 và được Dự án Di sản Điện ảnh Châu Phi lựa chọn để phục chế vào năm 2019. Bộ phim West Indies (1979) là nhạc kịch điện ảnh châu Phi đầu tiên và với kinh phí 1,3 triệu đô la Mỹ, đây cũng là tác phẩm có chi phí sản xuất cao nhất trong lịch sử điện ảnh châu Phi.
Trong những năm cuối đời, Hondo còn được biết đến rộng rãi với vai trò lồng tiếng Pháp cho nhiều bộ phim Hollywood, bao gồm Shrek, Vua sư tử, The Nutty Professor và Se7en.

## Tiểu sử
Hondo sinh năm 1935 tại Ain Bni Mathar, Maroc. Mẹ ông là người Mauritanie và cha ông là người Sénégal. Năm 1954, Hondo đến Rabat, Maroc để học nghề đầu bếp tại Trường Khách sạn Quốc tế ở đây. Ông di cư sang Pháp năm 1959, ban đầu làm việc ở Marseille, sau đó ở Paris với nhiều công việc khác nhau như đầu bếp, công nhân nông trại, bồi bàn, bốc vác và nhân viên giao hàng. Ông nhận thấy bản thân và những người nhập cư châu Phi khác không thể tìm được việc làm đúng chuyên môn, và trong những công việc lao động phổ thông thì bị trả lương thấp hơn so với người Pháp. Sự khó khăn trong mưu sinh thời kỳ này, cùng với nạn phân biệt chủng tộc mà ông trải qua, sau này đã trở thành nguồn cảm hứng cho các bộ phim của Hondo, bao gồm Soleil O (1970) và Les Bicots-nègres, vos voisins (1974).
Ông bắt đầu tham gia các lớp học diễn xuất và đạo diễn, được nữ diễn viên Pháp Françoise Rosay hướng dẫn, và từng diễn trong các vở kịch kinh điển của Shakespeare, Molière và Racine. Tuy nhiên, Hondo cảm thấy không thể bộc lộ hết bản thân trong loại hình sân khấu kịch mục của Pháp, nên năm 1966 ông cùng nam diễn viên người Guadeloupe Robert Liensol thành lập đoàn kịch riêng. Đoàn kịch được đặt tên là Shango (theo tên Shango, vị thần sấm sét trong văn hóa Yoruba), sau đổi thành Griot-Shango, và đã dàn dựng các vở kịch phản ánh trải nghiệm của người da đen, bao gồm tác phẩm của René Depestre và Aimé Césaire.
Cuối những năm 1960, Hondo bắt đầu nhận một số vai diễn nhỏ trên truyền hình và điện ảnh. Khi quan sát tỉ mỉ công việc của những người khác, ông dần học được kỹ năng làm phim và sau đó làm việc phía sau máy quay. Ông bắt tay thực hiện bộ phim đầu tay Soleil O từ năm 1965. Bộ phim được sản xuất với kinh phí 30.000 đô la Mỹ, do Hondo tự trang trải bằng công việc lồng tiếng các bộ phim Mỹ sang tiếng Pháp. Soleil O được trình chiếu tại Tuần lễ Phê bình quốc tế thuộc Liên hoan phim Cannes 1970, nơi nó nhận được nhiều lời khen ngợi. Tại Liên hoan phim quốc tế Locarno năm 1970, bộ phim đã giành giải Báo vàng. Năm 1981, Hondo là thành viên ban giám khảo tại Liên hoan phim quốc tế Moskva lần thứ 12.
Hondo cũng là một diễn viên lồng tiếng thường xuyên. Ông tham gia lồng tiếng tiếng Pháp cho nhiều bộ phim nói tiếng Anh, đảm nhận giọng của các nhân vật do Sidney Poitier, Morgan Freeman, Ben Kingsley và Danny Glover thủ vai (trong một số ít trường hợp không do Richard Darbois đảm nhận). Hondo từng lồng tiếng cho nhiều phim của Eddie Murphy, bao gồm The Nutty Professor (1996) và nhân vật Donkey trong Shrek (2001) và các phần tiếp theo.
Trên trang web của mình, Hondo cho biết ông từng gặp Danny Glover vào năm 1991 và giới thiệu với Glover dự án mà ông đang theo đuổi: một phim tiểu sử về nhà cách mạng Haiti Toussaint Louverture. Theo Hondo, Glover tỏ ra rất hào hứng, bày tỏ mong muốn đảm nhận vai chính cũng như tham gia sản xuất bộ phim. Tuy nhiên sau đó, Glover đã cắt đứt liên lạc với Hondo và đồng biên kịch Claude Veillot. Hondo cho rằng dự án phim riêng về Louverture của Glover, được Hugo Chávez hỗ trợ tài chính, đã lấy cảm hứng từ kịch bản gốc của ông. Trong một bức thư ngỏ gửi Glover, Hondo phủ nhận tuyên bố từ công ty “Louverture Films” của Glover rằng kịch bản là một đơn đặt hàng do Glover trả tiền. Hondo cũng đề cập đến cuộc gặp gỡ này trong một cuộc phỏng vấn bằng tiếng Anh trên kênh tin tức quốc tế France 24.
Hondo qua đời tại Paris vào ngày 2 tháng 3 năm 2019, hưởng thọ 83 tuổi.